# ان‌جی‌سی ۶۷۴۱
ان‌جی‌سی ۶۷۴۱ (انگلیسی: NGC 6741) یک سحابی سیاره‌ای در فاصله ۷۰۰۰ سال نوری از زمین در صورت فلکی عقاب است.